# Feodor Logginovich van Heiden
El Conde Fiódor Lóguinovich Gueyden (nacido Friedrich Moritz Reichsgraf van Heyden; en ruso: Фёдор Ло́гинович Ге́йден, Fëdor Logginovič Géjden; 15 de septiembre de 1821 - 18 de enero de 1900), más conocido como Fiódor Lóguinovich van Heiden, fue un comandante militar ruso de extracción germano-neerlandesa, quien sirvió en el Ejército Imperial Ruso. Sirvió como Gobernador General de Finlandia entre 1881-1898. Los 17 años de Heiden en el cargo en el Gran Ducado de Finlandia incluyen el reinado entero de Alejandro III de Rusia, quien lo designó al inicio de su propio reinado, para suceder el cortesano y diplomático Nikolái Adlerberg, y los cuatro primeros años del reinado de Nicolás II de Rusia.

## Antecedentes
Friedrich Moritz Reichsgraf van Heiden nació en Sveaborg, después renombrada Suomenlinna, hijo del holandés Lodewijk Sigismund Gustaaf van Heiden (6 de septiembre de 1772 - 5 de noviembre de 1850), que abandonó los Países Bajos en 1795 durante la invasión francesa y se estableció en Livonia. El Almirante van Heiden murió en 1850. Su madre fue lady Anne-Marie Akeleye, de una familia danesa. Siendo el menor de los hijos de la familia, Friedrich optó por una carrera militar, se convirtió a la ortodoxia y tomó el nombre rusificado de Fiódor Lóguinovich Gueyden.

## Primeros años
De joven Heiden luchó en el Cáucaso y contra el Ejército Revolucionario Húngaro,  en cuya ayuda Nicolás asistió al emperador austríaco. Fue promovido a coronel en 1849. Durante la Guerra de Crimea Heiden fue jefe de Estado Mayor del Cuerpo Báltico, sin participación en batallas notables. Después de la guerra fue promovido a Mayor General en 1855.
Contrajo matrimonio en 1854 con la Condesa Elisabeth Nikoláievna Zúbova (1833-1894) cuya madre era la Condesa Alexandra Raimond-Modène (1807-1839). Su padre el Conde Nikolái Dmítrievich Zúbov (1801-1871; en ruso: Николай Дмитриевич Зубов) era Mayordomo de la Corte Imperial Rusa, él mismo hijo de la princesa Paraskeva Viázemskaia y del general y conde Dmitri Aleksándrovich Zúbov, uno de los hermanos del príncipe Platón Zúbov. La Condesa Elisabeth era una prima hermana de la condesa Olga van Suchtelen, una heredera de una casa comital finlandesa que se extinguió en línea masculina en la década de 1860.
Después de la guerra Heiden fue un miembro del Estado Mayor General. Participó en las reformas militares de Dmitri Milyutin y fue designado jefe del Estado Mayor General (Glavny Shtab) en 1866. También presidió el comité de reclutamiento que promulgó el reclutamiento en Rusia en 1874, y estuvo al cargo de la movilización durante la guerra turca; fue Ministro de Guerra en funciones durante la ausencia de Milyutin durante la Guerra Turca.
En 1870, Heiden fue promovido a General pleno. Cuando once años más tarde fue designado Gobernador General de Finlandia, había hecho una larga y exitosa carrera militar.

## Gobernador General
Como era usual con personas que adoptaban una nueva nacionalidad, Heiden era rabiosamente ruso. En su posición en Finlandia, el eslavófilo Heiden vio su tarea en la rusificación del país. Sin embargo, su reputación entre los finlandeses no es muy mala, debido a sus métodos sutiles —su sucesor, el general Bóbrikov, sufre una fama realmente contrastada de tirano de la rusificación—.
Para conseguir su objetivo Heiden apoyó el uso del finlandés como lengua de la administración, la universidad y el ejército, en oposición al sueco. En las designaciones a los puestos públicos en el gobierno, administración, justicia y el ejército favoreció el Partido Finlandés conservador y monárquico y a personas quienes habían aprendido bien el idioma ruso y habían residido largos periodos ahí, en oposición a posibles separatistas suecos y liberales del Partido Sueco. Heiden impulsó el comercio entre Finlandia y Rusia, y redujo las formalidades fronterizas.
Su principal interés era clarificar la jurisdicción dentro de Finlandia: definir qué decisiones pertenecían al gobierno imperial, y cuáles a los gobiernos autónomos locales en Finlandia.
Recibió la Orden del Príncipe Danilo I y un número de otras condecoraciones.